# Бумагін Григорій Харитонович
Григорій Харитонович Бумагін (1904, село Кінешемського повіту, тепер Івановської області, Російська Федерація — 7 листопада 1980, місто Ленінград, тепер місто Санкт-Петербург, Російська Федерація) — радянський партійний діяч, 1-й секретар Новгородського обласного комітету ВКП(б). Депутат Верховної ради РРФСР 1-го скликання. Депутат Верховної Ради СРСР 2-го скликання.

## Біографія
Народився в селянській родині. Трудову діяльність розпочав у 1915 році. З 1918 до 1920 року служив у Червоній армії.
У 1920—1921 роках — діловод виконавчого комітету Колшевської волосної ради Іваново-Вознесенської губернії, секретар сільського осередку комсомолу (РКСМ). До липня 1921 року — діловод Кінешемського повітового комітету РКП(б) Іваново-Вознесенської губернії.
З 1921 до 1924 року служив у Червоній армії.
Член РКП(б) з 1923 року.
У 1924—1933 роках — на кооперативній, заготівельній та радянській роботі в Тверській губернії та Нижньогородському краї.
У 1933—1934 роках — в Смольненській районній контрольній комісії ВКП(б) — районній робітничо-селянській інспекції міста Ленінграда.
У 1934—1936 роках — інструктор відділу кадрів Смольненского районного комітету ВКП(б) міста Ленінграда.
У 1936—1937 роках — завідувач відділу кадрів, 2-й секретар Куйбишевського районного комітету ВКП(б) міста Ленінграда.
У червні 1937—1938 роках — 1-й секретар Лодейнопольского районного комітету ВКП(б) Ленінградської області.
У 1938 — січні 1939 року — 1-й секретар Кінгісеппського окружного комітету ВКП(б) Ленінградської області.
У січні — вересні 1939 року — завідувач відділу керівних партійних органів Ленінградського обласного комітету ВКП(б).
У червні 1939 — липні 1944 року — секретар Ленінградського обласного комітету ВКП(б) із кадрів.
Одночасно, в липні — вересні 1941 року — член Військової ради Ленінградського військового округу. З липня 1941 року — керівник оперативної групи із організації і керівництва бойовими діями партизанських загонів Ленінградської області. З 1 до 20 вересня 1941 року — член Військової ради 48-ї армії. З 1941 до квітня 1942 року — член Військової ради 54-ї армії. У 1942 році — голова Комісії із керівництва північно-східними районами Ленінградської області.
19 липня 1944 — 23 листопада 1948 року — 1-й секретар Новгородського обласного комітету ВКП(б). Одночасно з липня 1944 до листопада 1948 року — 1-й секретар Новгородського міського комітету ВКП(б).
З грудня 1948 до серпня 1949 року — слухач курсів перепідготовки керівних партійних працівників при ЦК ВКП(б). У серпні 1949 року відрахований із курсів.
У жовтні 1949 року заарештований по «Ленінградській справі». 30 жовтня 1950 року засуджений до 25-ти років позбавлення волі, ув'язнення відбував у Владимирській в'язниці. Реабілітований в 1954 році.
У 1954—1967 роках — на господарської, радянській роботі в Ленінграді.
З 1967 року — на пенсії в Ленінграді. Брав участь в роботі Ленінградської ради ветеранів партизанського руху при Музеї історії Ленінграда.
Помер 7 листопада 1980 року після тривалої і важкої хвороби.

## Нагороди
- орден Леніна
- орден Вітчизняної війни ІІ ст.
- орден «Знак Пошани»
- медаль «За оборону Ленінграда»
- медалі